# Zandvoort Masters 2006
Il BP Ultimate Masters 2006 di Formula 3 si è svolto il 6 agosto 2006 sul circuito olandese di Zandvoort. La gara è stata vinta in volata dal britannico Paul di Resta, che qualche mese più tardi si sarebbe laureato campione europeo della categoria, sul pilota di casa Giedo van der Garde. Più staccato il terzo classificato, il rookie svizzero Sébastien Buemi.

## Gara
Polesitter: Giedo van der Garde ( Paesi Bassi) (Dallara 306-Mercedes - ASM) in 1'32.920
Ordine d'arrivo: (25 giri per un totale di 107,625 km)
1. Paul di Resta ( Regno Unito) (Dallara 306-Mercedes - ASM) in 39'47.441
2. Giedo van der Garde ( Paesi Bassi) (Dallara 306-Mercedes - ASM) a 0"476
3. Sébastien Buemi ( Svizzera) (Dallara 306-Mercedes - Signature) a 4"567
4. Kohei Hirate ( Giappone) (Dallara 306-Mercedes - Manor) a 10"931
5. Romain Grosjean ( Svizzera) (Dallara 306-Mercedes - Signature) a 11"858
6. Sebastian Vettel ( Germania) (Dallara 306-Mercedes - ASM) a 12"381
7. Bruno Senna ( Brasile) (Dallara 306-Mercedes - Räikkönen) a 13"387
8. Oliver Jarvis ( Regno Unito) (Dallara 306-Mugen - Carlin) a 13"814
9. Charlie Kimball ( Stati Uniti) (Dallara 306-Mercedes - Signature) a 16"779
10. Jonathan Summerton ( Stati Uniti) (Dallara 306-Mercedes - Mücke) a 17"485